# ブリリアント (駆逐艦)
|          |                                                       |
| 艦歴     |                                                       |
| 発注     | 1929年3月22日                                         |
| 起工     | 1929年7月8日                                          |
| 進水     | 1930年10月9日                                         |
| 就役     | 1931年2月21日                                         |
| 退役     | 1945年11月                                            |
| その後   | 1948年4月にスクラップとして売却                       |
| 除籍     |                                                       |
| 性能諸元 |                                                       |
| 排水量   | 1,360トン                                             |
| 全長     | 98.5 m (323 ft)                                       |
| 全幅     | 9.83 m (32.3 ft)                                      |
| 吃水     | 3.73 m (12.2 ft)                                      |
| 機関     |                                                       |
| 最大速   | 35.25ノット (65 km/h)                                 |
| 乗員     | 138名                                                 |
| 兵装     | 4.7インチ砲4門 2ポンド対空砲2門 21インチ魚雷発射管8門 |

ブリリアント (HMS Brilliant, H84) はイギリス海軍の駆逐艦。B級。

## 艦歴
1929年3月22日発注。1929年7月8日起工。1930年10月9日進水。1931年2月21日竣工。
第二次世界大戦前は第4駆逐艦戦隊に所属し、最初は地中海に配備され次いで本国艦隊に移った。第二次世界大戦開始時は第19駆逐艦戦隊に所属しドーバーに配備されていた。1939年9月12日、ドーバーで防波堤に衝突し損傷。1940年5月15日、今度は駆逐艦「ボーリアス」と衝突した。修理後、第1駆逐艦戦隊に編入。
1940年7月25日、ドイツSボートによる船団攻撃を阻止するため、「ブリリアント」と「ボーリアス」はドーバーから出撃。Sボートとの戦闘後帰投中に爆撃を受け2隻とも損傷した。修理後本国艦隊に所属。
その後、大西洋での船団護衛などに従事。
「ブリリアント」と重巡洋艦「ロンドン」はシエラレオネ・ブラジル間で1941年6月4日にドイツのタンカー「Esso Hamburg」を、6月5日に「Egerland」を捕捉。両船とも自沈した。
1942年11月にトーチ作戦に参加。11月8日にフランス海軍のシャモア級通報艦「ラ・シュルプリーズ」を撃沈。
1943年に第13駆逐艦戦隊、1944年には第1駆逐艦戦隊所属となる。1945年1月、イギリス海峡でカナダのコルベット「Lindsay」と衝突。 
1948年解体。